# Kukeltasz
Kukeltasz, Kukeldasz, Kukeldesz (uzb. Koʻkaldosh madrasasi) – średniowieczna medresa znajdująca się w Taszkencie, stolicy Uzbekistanu. Znajduje się w pobliżu stacji metra Chorsu oraz bazaru Chorsu.
Medresa została wybudowana w 1570 roku przez dynastię Szejbanidów, których zwano Kukeltaszami. W dalszych latach oprócz pełnienia funkcji szkoły stała się także karawanserajem, a od XIX wieku twierdzą. W latach 1830–1831 pierwsze piętro zostało rozebrane, a pozyskany w ten sposób materiał został wykorzystany przy budowie medresy Beklarbegi. Później jednak piętro odbudowano. Uległa zniszczeniu podczas trzęsienia ziemi w 1868 roku. Odbudowana w latach 1902–1903. Kolejna odbudowa nastąpiła w latach 50. XX wieku. Medresa była jednym z nielicznych budynków religijnych, które nie uległy zniszczeniu podczas trzęsienia ziemi w 1966 roku.
W czasach sowieckich medresę zamieniono w muzeum, najpierw ateizmu, a później muzyki ludowej. Funkcję szkoły przywrócono po odzyskaniu niepodległości w roku 1991.

## Źródła
- Medresa Kukeldesz
- Медресе Кукельдаш